# Tryphon utilis
Tryphon utilis är en stekelart som beskrevs av Peter Friedrich Ludwig Tischbein 1853. Tryphon utilis ingår i släktet Tryphon och familjen brokparasitsteklar. Inga underarter finns listade i Catalogue of Life.